# Indy 500 (videojoc de 1977)
Indy 500 és un videojoc de curses de 1977 desenvolupat per Atari, Inc. pel seu Video Computer System (més tard conegut com l'Atari 2600). Està temàticament al voltant del Indianapolis 500, i està basat en l'anterior joc d'arcade de 8 jugadors d'Atari, Indy 800.
Indy 500 va ser llançat com un dels nou títols de llançament per al sistema el setembre de 1977, i va ser inclòs a la caixa amb el sistema des de la seva introducció fins al 1982. Sears més tard el va tornar a editar com a Race per al Tele-Games. Inclòs en cada joc hi havia un conjunt de dos controladors de conducció, que eren idèntics en aparença al controlador paddle de la 2600 però podria girar indefinidament en qualsevol direcció, entre altres diferències.

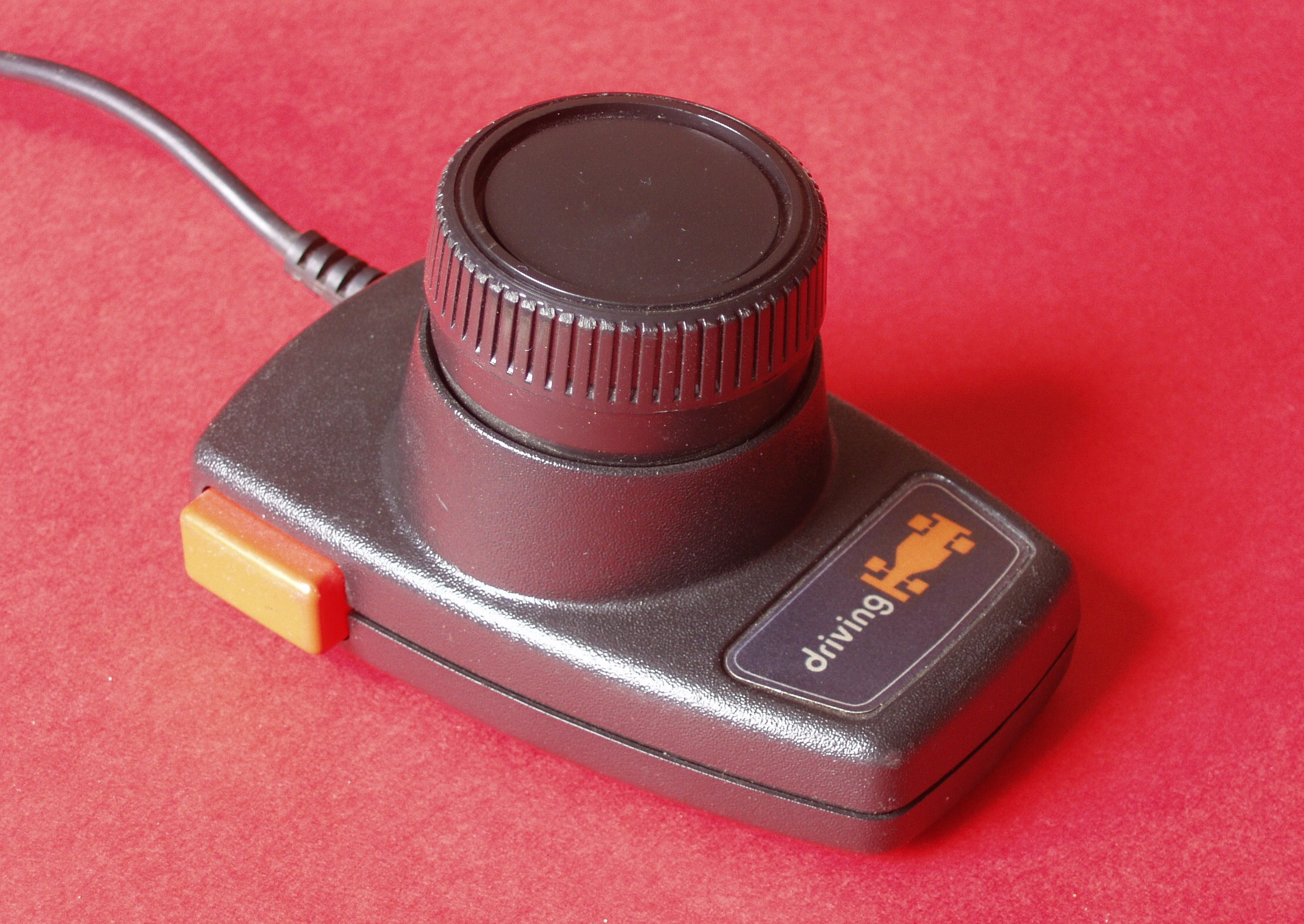
Un control de conducció